# ルターシュタット・ヴィッテンベルク

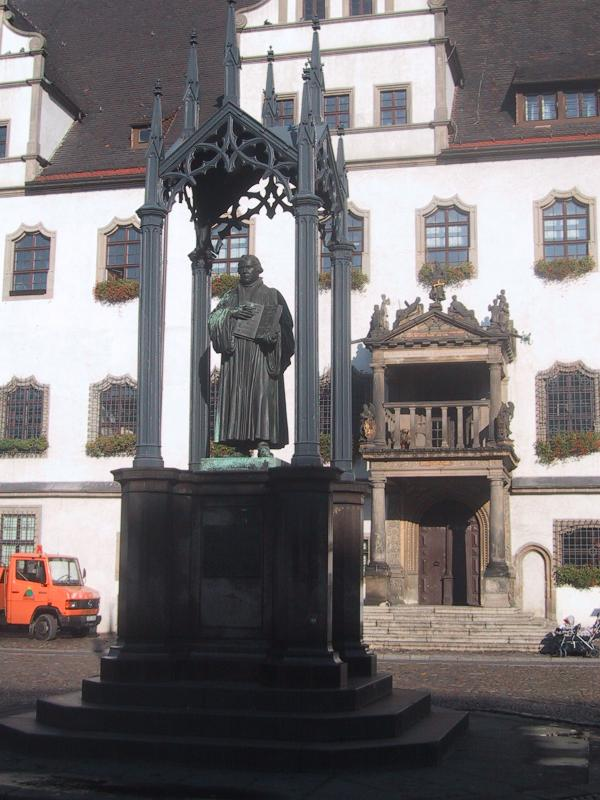
ルターの像

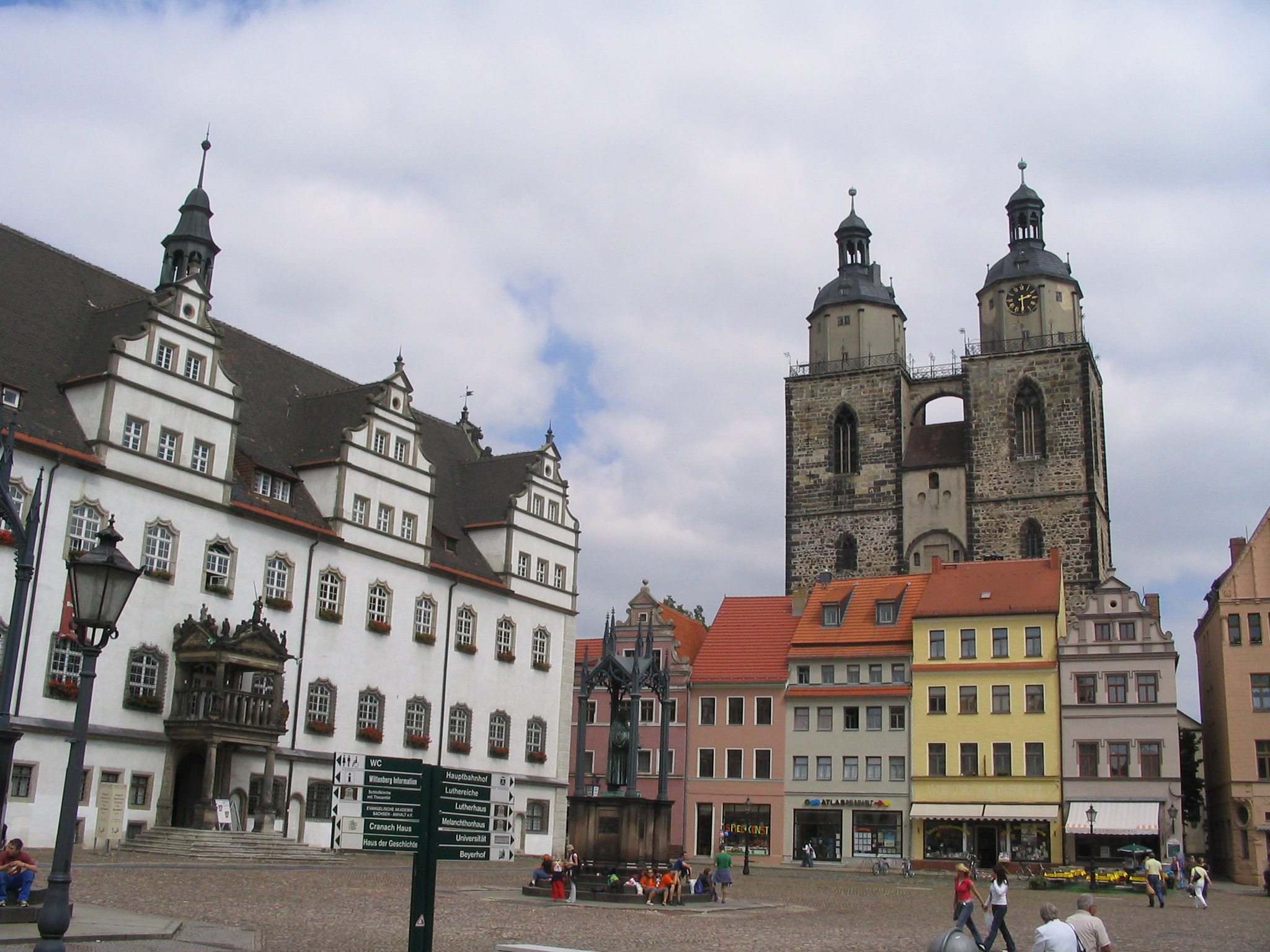
マルクト広場 (Marktplatz,)
----周囲には、クラナッハの家や市庁舎などが建っている。

ルターシュタット・ヴィッテンベルク (Lutherstadt Wittenberg) は、ドイツ連邦共和国ザクセン＝アンハルト州の都市。単にヴィッテンベルクとも呼ばれる。現在の都市名は1938年以降である。宗教改革の立役者であるマルティン・ルターが神学部の大学教授として教鞭をとった地として有名である。同州のルターシュタット・アイスレーベンと共に、彼の足跡を記念し「ルター都市」を都市名に冠している。人口は約46,000人。

## 地勢・産業
エルベ川沿いにある。近隣の都市には、約60km南にライプツィヒ、65km北東にポツダムがある。

## 歴史
すでに1000年前後にこの地域に関する記録があるが、ヴィッテンベルクという名称が確認できるのは1187年の教会に関する文書である。その後の発展は、ザクセン公アスカーニエン家に影響され、ヴィッテンベルクは、1260年に死亡したアルブレヒト1世の分割された遺領のうち、ザクセン＝ヴィッテンベルクを治めたアルブレヒト2世の宮廷都市となった。ザクセン公が持つ選帝侯の地位を巡り、もう一方の遺領ザクセン＝ラウエンブルクと対立したが、1356年にカール4世の金印勅書で、ザクセン＝ヴィッテンベルク公に選帝侯の資格が与えられた。しかし、1422年にアルブレヒト3世の死でアスカーニエン家が途絶えると、ヴェッティン家がザクセン選帝侯となり、ヴィッテンベルクも選帝侯都市の地位を失った。
ヴェッティン家では、フリードリヒ2世の死後、遺領がエルンストとアルブレヒトに分けられた。選帝侯となったエルンストの死後、選帝侯を継いだ長男フリードリヒ3世がヴィッテンベルクに宮廷を置いたことでヴィッテンベルクは発展した。宮廷画家として、ドイツ・ルネサンスの代表的な画家ルーカス・クラナッハが工房を構え、1502年にはヴィッテンベルク大学も創設された。その後、1547年にエルネスティン家が選帝侯の地位を取り上げられた結果、ヴィッテンベルクは再びザクセン選帝侯宮廷都市の座を失っている。
1517年、ヴィッテンベルク大学教授のマルティン・ルターが大学内の聖堂の扉に『95ヶ条の論題』を提示したことが宗教改革の口火を切ることになった。1518年には、同大学のギリシア語教授としてフィリップ・メランヒトンも招かれ、以降のヴィッテンベルクは宗教改革における重要な根拠地となった。
北欧における宗教改革の推進者たちもヴィッテンベルクで学び、ルターらに師事している。その代表的な例として、デンマークのハンス・タウセン、スウェーデンのペトリ兄弟らを挙げることができる。
2009年にルター派世界連盟は、ヴィッテンベルクに出先機関を開設した。このセンターはルターゆかりのこの都市に集うルター派教会内グループに宗教的、神学的サポートを与えるものとなっており、ドイツ福音主義教会とアメリカ福音ルター派教会の施設と密接に結びついた運営を行っている。

## 姉妹都市
- ゲッティンゲン、ドイツ
- シャロン＝アン＝シャンパーニュ、フランス
- スプリングフィールド、アメリカ合衆国
- ハザスレウ、デンマーク
- ブレッテン、ドイツ
- ベーケーシュチャバ、ハンガリー

## 出身者
- ヴァルター・ヴェンク - 軍人